# Dichopygina stricta
Dichopygina stricta är en tvåvingeart som beskrevs av Vilkamaa, Hippa och Lyudmila Komarova 2004. Dichopygina stricta ingår i släktet Dichopygina och familjen sorgmyggor. Inga underarter finns listade i Catalogue of Life.